# Victoria Glendinning
Victoria Glendinning (née Seebohm ; née le 23 avril 1937) est une biographe, critique, animatrice et romancière britannique. Elle est vice-présidente honoraire du PEN anglais et vice-présidente de la Royal Society of Literature. Elle remporte le prix commémoratif James Tait Black et le prix Whitbread de la biographie.

## Jeunesse et éducation
Elle est née à Sheffield dans une famille Quaker. Elle est la fille du banquier Frederic Seebohm (baron Seebohm) (créé pair à vie sous le nom de baron Seebohm en avril 1972), tandis que son arrière-grand-père est l'historien de l'économie, également appelé Frederic Seebohm (historien).
Elle est la sœur de Caroline Seebohm, la biographe américaine.
Glendinning grandit près d'York et après avoir fréquenté la Millfield School de Somerset, elle monte au Somerville College d'Oxford pour étudier les langues modernes.

## Prix et distinctions
Elle est la seule personne à avoir remporté deux fois le Whitbread Prize (maintenant le Costa Book Award) pour la biographie, pour ses travaux sur Vita Sackville-West (1983) et Anthony Trollope (1992). Elle remporte le James Tait Black Memorial Prize en 1981 pour sa biographie d'Edith Sitwell.
Elle est nommée CBE en 1998. Elle reçoit un doctorat honorifique du Trinity College de Dublin en 1995 et de l'Université d'York en 2000.

## Mariages et enfants
Au cours de la deuxième année de son diplôme, elle épouse l'un de ses professeurs d'espagnol, Nigel Glendinning en 1958. Ils divorcent en 1981. Son deuxième mari, Terence de Vere White (en), père du seul enfant de Dervla Murphy, est décédé de la Maladie de Parkinson en 1994. En 1996, elle épouse Kevin O'Sullivan, qui a auparavant été marié à Shirley Conran. Elle a quatre fils avant d'avoir 28 ans : l'écrivain sportif Matthew Glendinning, avec qui elle co-écrit le livre Sons and Mothers ; le mathématicien Paul Glendinning ; le philosophe Simon Glendinning ; et le photographe et artiste Hugo Glendinning (d).

## Publications
- A suppressed cry : life and death of a Quaker daughter,, 1969, Routledge & Kegan Paul
- Elizabeth Bowen : Portrait of a Writer, 1977, Weidenfeld & Nicolson (sur Elizabeth Bowen )
- Edith Sitwell : A Unicorn Among Lions, 1981, Weidenfeld & Nicolson (sur Edith Sitwell )
- Vita : The Life of V. Sackville-West 1983, Weidenfeld & Nicolson (sur Vita Sackville-West )
- Rebecca West : A Life, 1987, Weidenfeld & Nicolson (sur Rebecca West )
- The Grown-Ups, 1989, Hutchinson (un roman se déroulant dans le monde littéraire contemporain)
- Trollope, 1992, Hutchinson (une biographie d'Anthony Trollope )
- Electricity, 1995, Hutchinson (un roman)
- Sons and Mothers, (co-éditeur avec Matthew Glendinning) 1996, Virago, (ISBN 1860492541)
- Jonathan Swift, 1998, Hutchinson (sur Jonathan Swift )
- The Weekenders, (contributeur), 2001, Ebury (d'une courte visite au Soudan)
- Vol, 2002, Scribner
- Leonard Woolf : a biography,, 2006, Simon & Schuster (sur Leonard Woolf )
- Cousin Rosamund de Rebecca West (Victoria Glendinning a écrit la postface) [6]
- Love's Civil War: Elizabeth Bowen and Charles Ritchie: Letters and Diaries, 1941-1973, (co-éditeur avec Judith Robertson) 2009, Simon & Schuster (sur Elizabeth Bowen et Charles Ritchie
- Raffles and the Golden Opportunity, 2012, Profile Books Ltd. (une biographie de Stamford Raffles 1781-1826)
- The Butcher's Daughter, 2018, Duckworth Overlook (un roman centré sur la dissolution de l'abbaye de Shaftesbury dans les années 1530)